# Patrouille Sirius

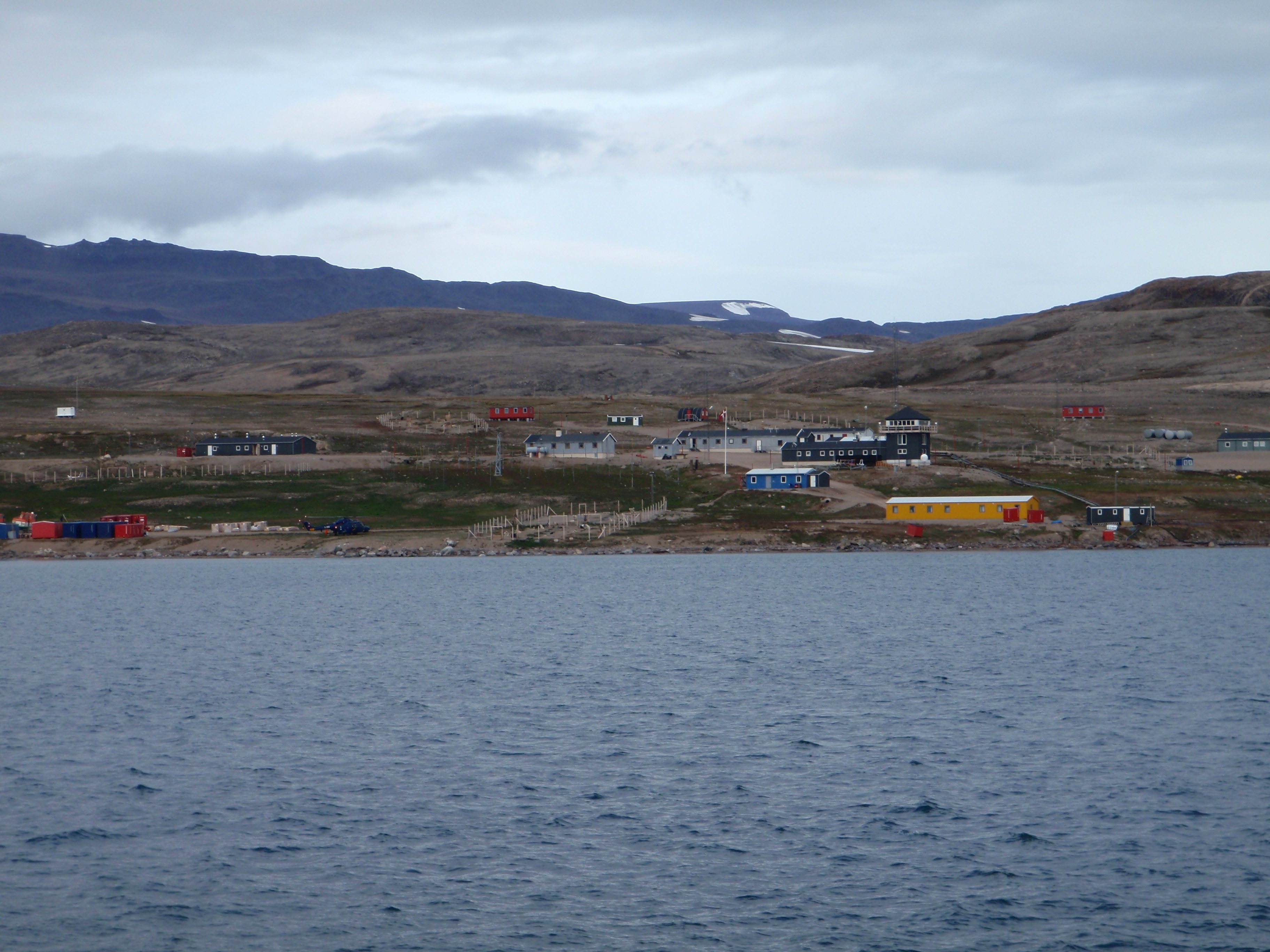
La base de Daneborg en 2008 où est stationnée la patrouille Sirius.

La patrouille Sirius (Slædepatruljen Sirius, « patrouille à traîneau Sirius ») est une unité d’élite de la marine danoise qui mène des patrouilles de reconnaissance sur de longues distances et pour appliquer la souveraineté danoise sur les immensités arctiques de l’est et du nord du Groenland, sur un territoire englobant le plus grand parc national au monde. Les patrouilles sont généralement effectuées par paires, parfois pendant quatre mois et souvent sans aucun contact humain extérieur.
La patrouille Sirius peut être engagée militairement et l’a été dans le passé. Toutefois, à la différence des autres unités militaires, il n’est pas attendu d’elle qu’elle soit engagée dans des opérations de combat. Son objectif est uniquement de maintenir la souveraineté danoise et d’assurer la police dans son aire de responsabilité. Les exigences physiques et psychologiques pour intégrer cette unité sont très élevées. Le roi Frederik X a fait partie de la patrouille Sirius.

## Histoire
L’unité, alors connue sous le nom de patrouille du Nord-Est du Groenland, est créée durant l’été 1941, au moment de la Seconde Guerre mondiale. Elle doit empêcher les Allemands de débarquer le long de la côte nord-est du Groenland. En effet, à cette époque, les Allemands cherchent à établir des bases météorologiques secrètes sur cette côte, pour obtenir des informations météo nécessaires à l’assistance des U-Boot et pour prédire l’évolution de la situation climatique sur le théâtre européen. De ce fait, la patrouille Sirius est chargée d’éliminer ces stations et d’interdire aux Allemands l’obtention de telles informations qui auraient d’importantes implications pour la bataille de l’Atlantique autant que pour les combats terrestres et aériens en Europe. 
L’unité a notamment découvert la station allemande Holzauge’ dans la baie d’Hansa sur la côte nord-est de l’Île Sabine, ce qui permet sa destruction par l’United States Army Air Forces (l’aviation américaine) qui décolle d’Islande. Pendant la guerre, l’unité souffre d’un mort au combat et deux autres membres sont capturés par les forces allemandes mais parviennent à s’échapper et à rejoindre rapidement la patrouille Sirius.

## Organisation

Localisation de Daneborg, le siège de la patrouille Sirius, au sein du parc national du Nord-Est du Groenland dont le littoral est surveillé par la patrouille Sirius.

Depuis 2012, la patrouille Sirius est placée sous l’autorité du Joint Arctic Command. Auparavant, elle était placée sous l’autorité du Greenland Command et sous l’autorité administrative de la Marine royale danoise. Elle représente la présence militaire danoise au nord-est du Groenland.
L’unité opère dans les régions nord et nord-est du Groenland, depuis la côte ouest de Hall Land jusqu’à Kap Biot, au nord du Fjord Fleming, ce qui équivaut à une distance de 2 100 kilomètres à vol d’oiseau mais la longueur du littoral, particulièrement déchiré, est bien plus grande (autour de 16 000 kilomètres). La calotte glaciaire groenlandaise n’est pas un lieu de patrouille de l’unité.
La patrouille Sirius est stationnée à Daneborg et maintient du personnel à la station Nord, à Danmarkshavn et à Mestersvig. Elle utilise plus de cinquante baraquements dispersés dans l’aire de patrouille qui sont réapprovisionnés par des petits bateaux pour ceux situés au sud et par voie aérienne pour les plus septentrionaux. 
Au total, la patrouille Sirius comprend six équipes de traineaux à chiens pour l’ensemble de l’année, chacune comprenant deux hommes et onze à quinze chiens. En patrouille, chaque équipe transporte de 350 à 500 kilos en fonction de distance du prochain baraquement. Actuellement, quatorze officiers et soldats servent au sein de la patrouille Sirius.

## Missions
Les patrouilles en traîneaux ont lieu durant deux périodes. En fonction de l’épaisseur de la glace, la patrouille automnale commence parfois en novembre et se prolonge jusqu’à la fin décembre. Dans ces régions, le Soleil se lève pour la dernière fois au début du mois de novembre et dans la pénombre grandissante, les tempêtes hivernales deviennent de plus en plus fréquentes et violentes. À la fin du mois de janvier, quand la météo se stabilise et que le Soleil réapparaît, les patrouilles les plus longues commencent et durent jusqu’à la fin juin, quand la glace commence à se craqueler. Au cours de cette période, les six équipes en traîneaux couvrent une grande partie du littoral et dans un intervalle de trois à quatre ans, chaque zone est visitée. 

## Équipement

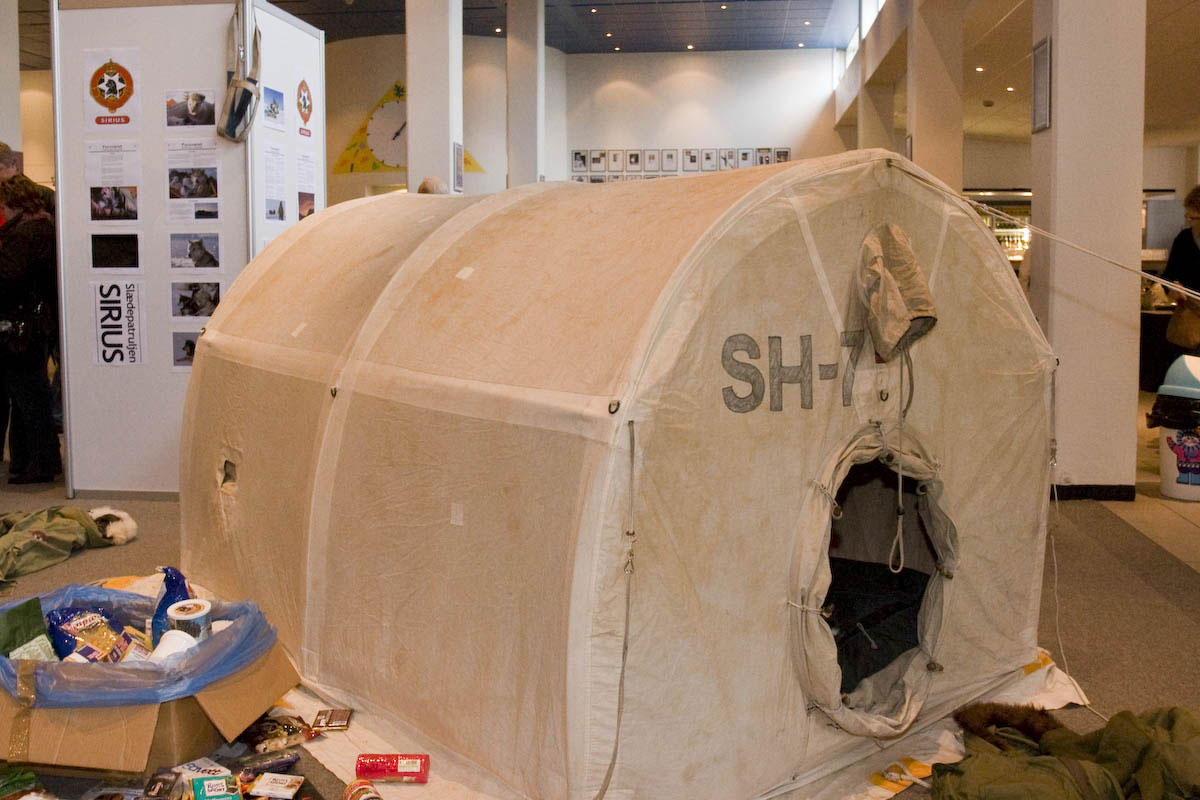
Une tente utilisée par la patrouille Sirius

En raison des spécificités des opérations de la patrouille Sirius, une grande variété d'équipements spéciaux est nécessaire. Ce matériel n'est souvent utilisé qu'au sein de la patrouille Sirius et dans aucune autre unité de l'armée danoise.
Les armes transportées sont à la mesure des conditions très difficiles de la région. Parmi l'équipement utilisé figurent le fusil M1917 Enfield utilisant des munitions de type .30-06 Springfield ainsi que le pistolet semi-automatique Glock 20 de calibre 10 mm Auto. Auparavant, la patrouille Sirius utilisait le Sig P210 mais il a été abandonné en raison de son manque d'efficacité face aux ours polaires qu'il est possible de croiser dans la région. Les armes utilisées, notamment le fusil Enfield, le sont avant tout en raison de leur grande résistance au froid même si elles ne sont plus en usage dans des unités de combat classique en raison de leur ancienneté.